# Böhler Bleche
Böhler Bleche ist ein österreichisches Edelstahl-Blechwalzwerk in Mürzzuschlag, Steiermark.

## Geschichte
Das Unternehmen geht auf die Bleckmann Stahlwerke AG, später Phönix-Stahlwerke Joh. E. Bleckmann zurück, die 1862 von Johann H. A. Bleckmann gegründet worden waren, und die 1924 mit den Ternitzer Schoeller Stahlwerken zu den Schoeller-Bleckmann Stahlwerken fusionierten. Nach Verstaatlichung 1946 war es ab 1975 bei den Vereinigten Edelstahlwerken (VEW), einer Tochter der VOEST. Am 14. Juli 1951 fand in Mürzzuschlag die offizielle Eröffnung der neuerrichteten größten Feilenfabrik Österreichs statt, die bereits einige Wochen davor ihren Betrieb aufgenommen hatte und monatlich rund 250.000 Feilen und Raspeln erzeugte.
In den 1980er und 1990er Jahren wurde die Privatisierung der österreichischen Stahlindustrie vollzogen (Austrian Industries AG und Österreichische Industrieholding AG, kurz ÖIAG), und die ehemalige Stahlgruppe aufgespalten.
1991 wurde die Böhler Bleche GmbH gegründet, und mit den Kauf der schwedischen Uddeholm-Gruppe durch die VOEST kamen die ehemaligen Bleckmann Stahlwerke zur Unternehmensgruppe Böhler-Uddeholm AG. 1997 wurde die Firma in eine GmbH & Co. KG umgewandelt (die heutige Böhler Bleche GmbH ist eine nichtoperative Beteiligungsgesellschaft).
2007 wurde die Firma mit ihrer Mutter Böhler-Uddeholm wieder in die voestalpine integriert und der Firmenname 2011 von BÖHLER-UDDEHOLM AG in voestalpine Edelstahl GmbH umgeändert. Im September 2013 nahm Böhler Bleche ein neues Edelstahlblech-Walzwerk in Betrieb; für das sogenannte Duo-Reversierwalzgerüst wurden 11,6 Millionen Euro investiert. Durch das neue Walzwerk konnte die jährliche Produktion auf 26.000 Tonnen erhöht werden. In den Jahren darauf investierte das Unternehmen weiterhin in ihre Infrastruktur, so wurden etwa 2017 einige neue Produktionsanlagen wie etwa eine Richtmaschine, eine Kriechrichtmaschine und eine Wasserstrahlanlage in Betrieb genommen. Ab 2018 entstanden ein neues Walzgerüst, zwei Wärmebehandlungsöfen und neben der bereits erwähnten Richtmaschine auch ein neuer Steuerstand. Dabei kam es zu einer neuerlichen Investition von 15,5 Millionen Euro. Ebenfalls 2018 wurden eine neue Vergüteanlage, die DUO-III-Walzstrecke und eine Walzenschleifanlage in Betrieb genommen und die Produktpalette um Titanium-Produkte erweitert, wofür eine neue Titanschleifkabine und eine automatisierte Titanschleifanlage angeschafft wurden. Durch die Inbetriebnahme war man zu diesem Zeitpunkt der einzige europäische Hersteller von Titanblechen, die insbesondere in der Luftfahrt Verwendung finden. Während der COVID-19-Pandemie startete 2021 der Bau einer neuen Halle für Präzisionsflachstahl. In der Automatisierung kam ab dieser Zeit ein neuer Sturzenputz-Roboter zum Einsatz. 2022 ging das Unternehmen in die Startphase der neuen sogenannten Präziflach-Linie und nahm im selben Jahr den Titanofen in Betrieb.

## Firmenprofil und Produkte
Die Firma Böhler Bleche produziert heute kreuzgewalzte Edelstahlbleche und Zuschnitte, verarbeitet vornehmlich Werkzeugstähle, Schnellarbeitsstähle und Luftfahrtwerkstoffe, sowie rostfreie Spezialstähle, pulvermetallurgische Stähle und Pressbleche am Qualitätssektor. Die ledeburitischen Kaltarbeitsstähle werden unter dem Markennamen REGULIT vertrieben.
Das Unternehmen wird heute von Thomas Hammer und Helmut Ponemayr geführt und hat am Standort Mürzzuschlag etwa 500 Mitarbeiter. Der Jahresumsatz lag 2008 bei 134,79 Mio. €, die Exportquote bei 88 %. Um das Jahr 2013 erwirtschaften rund 520 Mitarbeiter am Standort 155 Millionen Euro. 2018 lag die Exportquote bereits bei 98 Prozent; zu dieser Zeit waren 522 Mitarbeiter im Unternehmen beschäftigten und erwirtschafteten 137 Millionen Euro.
Böhler Bleche, Mürzzuschlag